# Kenia en los Juegos Olímpicos de Tokio 2020
Kenia estuvo representada en los Juegos Olímpicos de Tokio 2020 por un total de 85 deportistas que compitieron en 6 deportes. Responsable del equipo olímpico fue el Comité Olímpico Nacional de Kenia, así como las federaciones deportivas nacionales de cada deporte con participación.
Los portadores de la bandera en la ceremonia de apertura fueron el jugador de rugby Andrew Amonde y la jugadora de voleibol Mercy Moim.

## Medallistas
El equipo olímpico de Kenia obtuvo las siguientes medallas:
| Nombre            | Deporte   | Competición          |
| ----------------- | --------- | -------------------- |
| Oro               |           |                      |
| Emmanuel Korir    | Atletismo | 800 m M              |
| Faith Kipyegon    | Atletismo | 1500 m F             |
| Eliud Kipchoge    | Atletismo | Maratón M            |
| Peres Jepchirchir | Atletismo | Maratón F            |
| Plata             |           |                      |
| Ferguson Rotich   | Atletismo | 800 m M              |
| Timothy Cheruiyot | Atletismo | 1500 M               |
| Hellen Obiri      | Atletismo | 5 000 m F            |
| Brigid Kosgei     | Atletismo | Maratón F            |
| Bronce            |           |                      |
| Benjamin Kigen    | Atletismo | 3 000 m obstáculos M |
| Hyvin Kiyeng      | Atletismo | 3 000 m obstáculos F |